# Forever Activists
Pour plus de détails, voir Fiche technique et Distribution.
Forever Activists est un film américain réalisé par Connie Field et Judith Montell, sorti en 1990.

## Synopsis
Le film présente des vétérans de la brigade Abraham Lincoln lors de la guerre d'Espagne.

## Fiche technique
- Titre : Forever Activists
- Réalisation : Connie Field et Judith Montell
- Scénario : Yasha Aginsky, Phil Cousineau et Judith Montell
- Musique : Bruce Barthol et Randy Craig
- Photographie : T. Robin Hirsh, Stephen Lighthill et Robert Shepard
- Montage : Yasha Aginsky et Judith Montell
- Narrateur : Ronnie Gilbert
- Production : Judith Montell
- Société de production : Montell Associates
- Pays :  États-Unis
- Genre : Documentaire
- Durée : 60 minutes
- Dates de sortie : 
  -  États-Unis : 1990

## Distinctions
Le film a été nommé à l'Oscar du meilleur film documentaire.